# 北京结
北京结是中国长城的一部分，位于中华人民共和国北京市市中心以北约60（37英里）处，是箭扣长城最西北边的一处烽燧。东起山海关的万里长城在这里分被为两支，其中一支继续向西延伸直至嘉峪关，这就是长城的内墙。另一支则向北延伸，形成了长城的外墙。

### 出版物
- Dong, Yaohui. . China Nationality Art Photograph Publishing House. 2008. ISBN 7-80069-644-8 （英语）.

40°27′46″N 116°29′40″E / 40.46278°N 116.49444°E